# Mispila subtonkinea
Mispila subtonkinea är en skalbaggsart som beskrevs av Stefan von Breuning 1968. Mispila subtonkinea ingår i släktet Mispila och familjen långhorningar.
Artens utbredningsområde är Laos. Inga underarter finns listade i Catalogue of Life.